# Назаркина, Ольга Григорьевна
Ольга Григорьевна Назаркина (род. 1 июня 1970) — советская и российская легкоатлетка, специалистка по бегу на средние и длинные дистанции, кроссу и марафону. Выступала за сборные СССР, СНГ и России по лёгкой атлетике в 1980-х и 1990-х годах, обладательница бронзовой медали Игр доброй воли в Сиэтле, бронзовая призёрка Всемирной Универсиады, двукратная чемпионка Европы среди юниоров, победительница первенств всесоюзного и всероссийского значения, участница чемпионата мира в Токио. Мастер спорта международного класса.

## Биография
Ольга Назаркина родилась 1 июня 1970 года. Занималась лёгкой атлетикой в городе Димитровграде Ульяновской области под руководством тренера Валерия Васильевича Ларченкова, представляла РСФСР, добровольное спортивное общество «Труд» и Профсоюзы.
Первого серьёзного успеха на международном уровне добилась в сезоне 1987 года, когда вошла в состав советской сборной и выступила на юниорском европейском первенстве в Бирмингеме, где выиграла бронзовую медаль в зачёте бега на 1500 метров.
В 1988 году в беге на 10 000 метров стала серебряной призёркой на юниорском мировом первенстве в Садбери.
В 1989 году финишировала второй в гонке юниорок на чемпионате мира по кроссу в Ставангере, шестой в беге на 3000 метров на Мемориале братьев Знаменских в Волгограде. На юниорском европейском первенстве в Вараждине превзошла всех соперниц в дисциплинах 3000 и 10 000 метров, установив во втором случае рекорд чемпионата 32.25,74, который впоследствии так и не был никем превзойдён.
В 1990 году победила на дистанции 5 км на чемпионате СССР по кроссу в Ашхабаде, заняла 11-е место на кроссовом чемпионате мира в Экс-ле-Бен, в дисциплине 5000 метров была седьмой на Мемориале братьев Знаменских в Москве, в дисциплине 10 000 метров завоевала бронзовые награды на чемпионате СССР в Киеве и на Играх доброй воли в Сиэтле.
В 1991 году показала 23-й результат на чемпионате мира по кроссу в Антверпене, четвёртый результат на Мемориале Знаменских в Москве. Будучи студенткой, представляла страну на Всемирной Универсиаде в Шеффилде, где в программе 10 000 метров взяла бронзу. Также бежала 10 000 метров на чемпионате мира в Токио, в финал не вышла.
В 1992 году в составе сборной СНГ показала 73-й результат на кроссовом чемпионате мира в Бостоне.
В 1995 году с личным рекордом 2:35:09 одержала победу на открытом чемпионате России по марафону в Зеленоградске.
За выдающиеся спортивные достижения удостоена почётного звания «Мастер спорта международного класса».
Впоследствии занимала должность директора Детско-юношеской спортивной школы «Нейтрон» в Димитровграде.